# 石巻警察署
石巻警察署（いしのまきけいさつしょ）は、宮城県警察が管轄する警察署のひとつである。

## 歴史
- 1875年（明治8年） - 石巻巡ら屯所として発足する。
- 1877年（明治10年） - 石巻警察署となる。
- 1927年（昭和2年）11月24日 - 前谷地村の小作争議に出動。農民らと衝突して署長ら数人が負傷[1]。

## 内部組織
- 会計課
  - 会計係

- 警務課
  - 警務係
  - 相談係
  - 被害者支援係

- 留置管理課
  - 留置管理係

- 生活安全課
  - 生活安全係
  - 営業保安係
  - 少年・生活安全捜査係

- 地域課
  - 地域係
  - 自動車警ら第一係
  - 自動車警ら第二係
  - 自動車警ら第三係

- 刑事第一課
  - 捜査庶務係
  - 地域指導係
  - 捜査第一係
  - 捜査第二係
  - 鑑識係

- 刑事第二課
  - 捜査庶務係
  - 知能犯係
  - 組織犯罪対策係

- 交通課
  - 交通指導係
  - 交通事故捜査係

- 警備課
  - 警備係

## 交番

### 石巻市
- 石巻駅前交番 - 石巻市穀町13番8号
- 大街道交番 - 石巻市築山1丁目1番65号
- 中里交番 - 石巻市南中里3丁目15番31号
- 蛇田交番 - 石巻市恵み野1丁目8番地1
- 渡波交番 - 石巻市さくら町5丁目7番2号
- 湊交番 - 石巻市伊原津2丁目1番23号

### 東松島市
- 矢本交番 - 東松島市矢本字河戸33番地1

### 女川町
- 女川交番 - 牡鹿郡女川町女川1丁目1番3号

　元々は女川港に面した場所にあったが、東日本大震災の津波により倒壊した。内陸部の高台に再建され、旧交番は震災遺構として保存されている。

## 駐在所

### 石巻市
- 河南駐在所 - 石巻市広渕字町29番地
- 大瓜駐在所 - 石巻市大瓜字亀山待井38番地4
- 前谷地駐在所 - 石巻市前谷地字上楼屋6番地3
- 鹿又駐在所 - 石巻市鹿又字新田町浦16番地
- 和淵駐在所 - 石巻市和渕字日照1番地
- 牡鹿駐在所 - 石巻市鮎川浜清崎山6番7号

### 東松島市
- 小野駐在所 - 東松島市小野字町裏58番地の2
- 野蒜駐在所 - 東松島市野蒜ヶ丘2丁目12番1号

## 連絡所
- 矢本交番赤井連絡所 - 東松島市赤井字川前三番153-1

## 警備派出所
- 水上警備派出所 - 石巻市潮見町16番地1

## 警備艇
- 金華山 宮1 (41.00t)

## 主な事件
- 石巻3人殺傷事件